# Juquilita, San Pedro Ixtlahuaca
Juquilita är en ort i Mexiko.   Den ligger i kommunen Santa Cruz Xoxocotlán och delstaten Oaxaca, i den sydöstra delen av landet, 400 km sydost om huvudstaden Mexico City. Juquilita ligger 1 630 meter över havet och antalet invånare är 217.
Terrängen runt Juquilita är varierad, och sluttar österut. Runt Juquilita är det tätbefolkat, med 570 invånare per kvadratkilometer. Närmaste större samhälle är Oaxaca de Juárez, 6,8 km öster om Juquilita. I omgivningarna runt Juquilita växer huvudsakligen savannskog.